# باين بلاف
باين بلاف (بالإنجليزية: Pine Bluff, Arkansas) هي مدينة تقع في مقاطعة جيفرسون بولاية أركنساس في الولايات المتحدة. تبلغ مساحة هذه المدينة 121.3 (كم²)، وترتفع عن سطح البحر 67 م، بلغ عدد سكانها 49083 نسمة في عام 2010 حسب إحصاء مكتب تعداد الولايات المتحدة.

## التركيبة السكانية
حدّد مكتب تعداد الولايات المتحدة بيانات التركيبة السكانية لباين بلاف في تعداد الولايات المتحدة. في ما يلي، التركيبة السكانية حسب تعدادي 2000 و2010.

### تعداد عام 2000
بلغ عدد سكان باين بلاف 55,085 نسمة بحسب تعداد عام 2000، وبلغ عدد الأسر 19,956 أسرة وعدد العائلات 13,354 عائلة مقيمة في المدينة. في حين سجلت الكثافة السكانية 462.6 نسمة لكل كيلومتر مربع (1,198.1/ميل2). وبلغ عدد الوحدات السكنية 22,484 وحدة بمتوسط كثافة قدره 188.8 لكل كيلومتر مربع (489.0/ميل2).
وتوزع التركيب العرقي للمدينة بنسبة 32.30% من البيض و65.85% من الأمريكيين الأفارقة و0.17% من الأمريكيين الأصليين و0.73% من الأمريكيين ذوي الأصول الآسيوية و0.04% من سكان جزر المحيط الهادئ و0.19% من الأعراق الأخرى و0.72% من عرقين مختلطين أو أكثر و0.82% من الهسبانيون أو اللاتينيون من أي عرق.
بلغ عدد الأسر 19,956 أسرة كانت نسبة 38.8% منها لديها أطفال تحت سن الثامنة عشر تعيش معهم، وبلغت نسبة الأزواج القاطنين مع بعضهم البعض 38.7% من أصل المجموع الكلي للأسر، ونسبة 23.8% من الأسر كان لديها معيلات من الإناث دون وجود شريك، بينما كانت نسبة 4.4% من الأسر لديها معيلون من الذكور دون وجود شريكة وكانت نسبة 33.1% من غير العائلات. تألفت نسبة 29.2% من أصل جميع الأسر من عدة أفراد يعيشون في نفس المنزل ونسبة 11.8% كانت تتألف من شخص يعيش بمفرده يبلغ من العمر 65 عاماً أو أكثر. وبلغ متوسط حجم الأسرة المعيشية 2.57، أما متوسط حجم العائلات فبلغ 3.20.
بلغ العمر الوسطي للسكان 33.1 عاماً. وكانت نسبة 27.4% من القاطنين تحت سن الثامنة عشر، وكانت نسبة 9.8% بين الثامنة عشر والرابعة والعشرين عاماً، ونسبة 24.7% كانت واقعةً في الفئة العمرية ما بين الخامسة والعشرين والرابعة والأربعين عاماً، ونسبة 18.8% كانت ما بين الخامسة والأربعين والرابعة والستين، ونسبة 12.4% كانت ضمن فئة الخامسة والستين عاماً فما فوق. يوجد لكل 100 أنثى 85.1 ذكر، ويوجد لكل 100 أنثى في الثامنة عشر من عمرها فما فوق 78.4 ذكر.
بلغ متوسط دخل الأسرة في المدينة 27,247 دولارًا، أما متوسط دخل العائلة فبلغ 34,362 دولارًا. وكان متوسط دخل الذكور 30,766 دولارًا مقابل 21,009 دولارًا للإناث. وسجل دخل الفرد الخاص بالمدينة 14,637 دولارًا. وكانت نسبة 20.6% من العائلات ونسبة 25.5% من السكان تحت خط الفقر، وكان من هؤلاء نسبة 37.2% تحت سن الثامنة عشر ونسبة 18.2% في الخامسة والستين من العمر وما فوق.

### تعداد عام 2010
بلغ عدد سكان باين بلاف 49,083 نسمة بحسب تعداد عام 2010، وبلغ عدد الأسر 18,071 أسرة وعدد العائلات 11,594 عائلة مقيمة في المدينة. في حين سجلت الكثافة السكانية 412.2 نسمة لكل كيلومتر مربع (1,067.6/ميل2). وبلغ عدد الوحدات السكنية 20,923 وحدة بمتوسط كثافة قدره 175.7 لكل كيلومتر مربع (455.1/ميل2).
وتوزع التركيب العرقي للمدينة بنسبة 21.80% من البيض و75.55% من الأمريكيين الأفارقة و0.18% من الأمريكيين الأصليين و0.63% من الأمريكيين ذوي الأصول الآسيوية و0.01% من سكان جزر المحيط الهادئ و0.68% من الأعراق الأخرى و1.15% من عرقين مختلطين أو أكثر و1.45% من الهسبانيون أو اللاتينيون من أي عرق.
بلغ عدد الأسر 18,071 أسرة كانت نسبة 35.6% منها لديها أطفال تحت سن الثامنة عشر تعيش معهم، وبلغت نسبة الأزواج القاطنين مع بعضهم البعض 31.3% من أصل المجموع الكلي للأسر، ونسبة 27.7% من الأسر كان لديها معيلات من الإناث دون وجود شريك، بينما كانت نسبة 5.2% من الأسر لديها معيلون من الذكور دون وجود شريكة وكانت نسبة 35.8% من غير العائلات. تألفت نسبة 31.3% من أصل جميع الأسر من عدة أفراد يعيشون في نفس المنزل ونسبة 10.5% كانت تتألف من شخص يعيش بمفرده يبلغ من العمر 65 عاماً أو أكثر. وبلغ متوسط حجم الأسرة المعيشية 2.49، أما متوسط حجم العائلات فبلغ 3.14.
بلغ العمر الوسطي للسكان 33.4 عاماً. وكانت نسبة 25.5% من القاطنين تحت سن الثامنة عشر، وكانت نسبة 13.4% بين الثامنة عشر والرابعة والعشرين عاماً، ونسبة 24.3% كانت واقعةً في الفئة العمرية ما بين الخامسة والعشرين والرابعة والأربعين عاماً، ونسبة 24.4% كانت ما بين الخامسة والأربعين والرابعة والستين، ونسبة 12.4% كانت ضمن فئة الخامسة والستين عاماً فما فوق. وتوزع التركيب الجنسي للسكان بنسبة 47.5% ذكور و52.5% إناث.

## توأمة
لباين بلاف اتفاقيات توأمة مع:
- باندو (9 أكتوبر 1989 - )

## أعلام
- دالاس لونغ
- جيم بينتون
- كلارك تيري
- ويلي جونز
- جورج هوارد جونيور
- كاميل كيتون
- تشارلز غريني
- بيلي بوك
- بيل كار
- ماري ماوزر
- سو بيلي ثورمان

## وصلات خارجية
- www.cityofpinebluff.com
- The US50 - Cities and Towns in Arkansas State
- 2012 United States Census Estimate